# Pachira insignis
Pachira insignis, insignis es una especie arbórea de suelos húmedos tropicales. Es un árbol introducido en muchos países tropicales de América, con frecuencia se vuelve subespontáneo en la India y África. Su presencia en Ghana está registrada. Las semillas son comestibles.

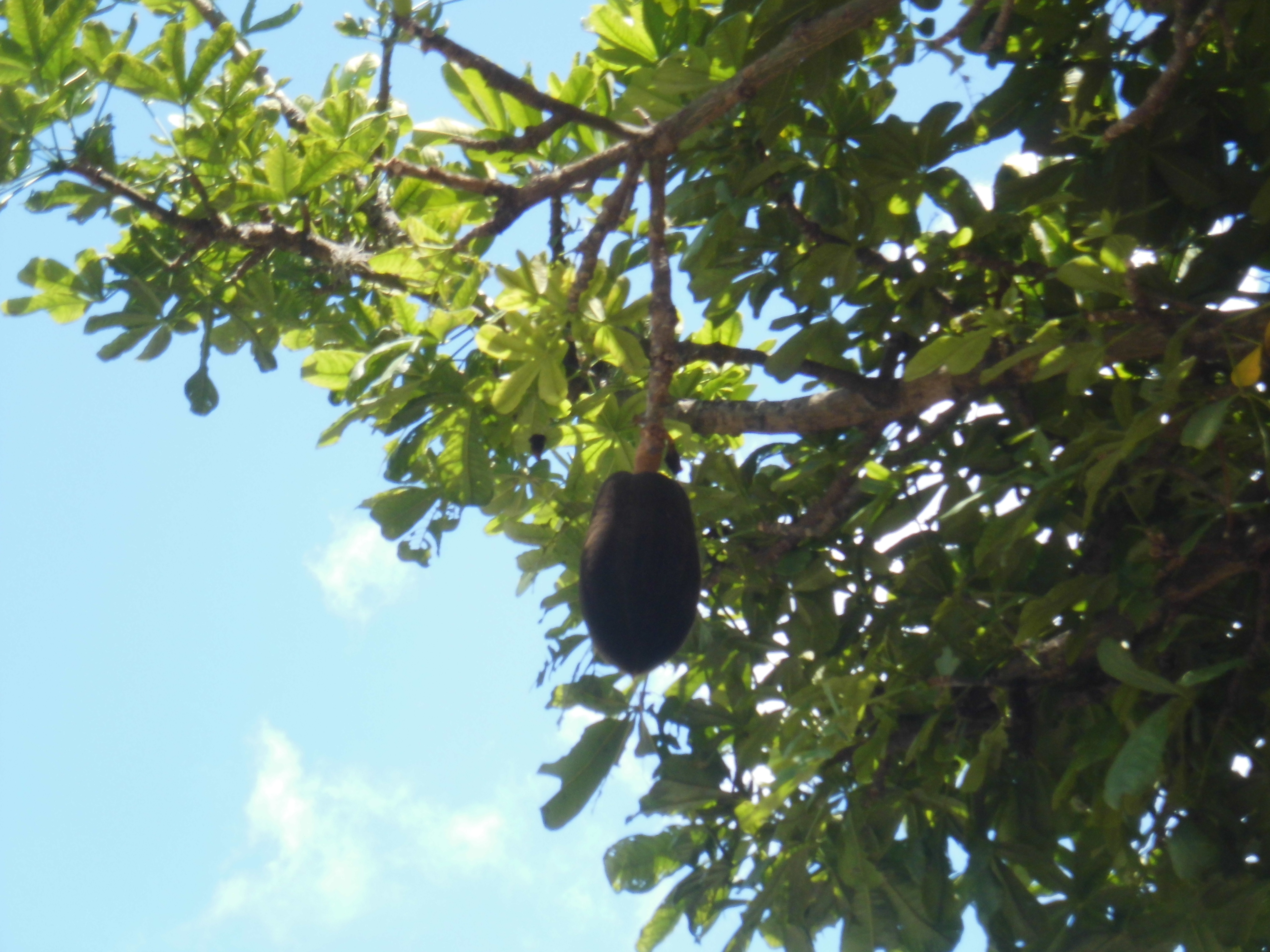
Fruto

## Taxonomía
Pachira insignis fue descrita por (Sw.) Savigny y publicado en Encyclopédie Méthodique, Botanique 4: 690. 1798.
Sinonimia
- Bombax affine (Mart. & Zucc.) Ducke
- Bombax insigne (Sw.) K.Schum.
- Bombax spectabile Ulbr.
- Bombax spruceanum (Decne.) Ducke
- Carolinea insignis Sw. basónimo[3]